# 翟绍
翟绍（？—？），五胡十六国西秦乞伏炽磐时尚书左仆射。
翟绍初为冠军将军。413年，河南王乞伏炽磐派遣安北将军乌地延、冠军将军翟绍进攻吐谷浑所属的远方部落首领句旁所据守的泣勤川，并把他们打得大败。417年七月，翟勍卒于相国任上；八月，乞伏炽磐以尚书令乞伏昙达为左丞相，左仆射乞伏元基为右丞相，御史大夫麴景为尚书令，侍中翟绍为左仆射。